# Linear-elastische Bruchmechanik
Die linear-elastische Bruchmechanik, kurz LEBM, ist ein Konzept aus dem Gebiet der Bruchmechanik zur theoretischen Beschreibung des Wachstums von Rissen in einem Bauteil.

## Annahmen
Ein Riss breitet sich in einem Bauteil aus, da an der Rissspitze eine besonders hohe Spannung herrscht. Die linear-elastische Bruchmechanik geht davon aus, dass die Spannung an der Rissspitze unendlich groß wird. Physikalisch ist dies nicht zutreffend, da bei Überschreiten der Streckgrenze des verwendeten Werkstoffs plastische Verformung eintritt, die die Spannung senkt. Ist diese plastische Zone jedoch klein gegenüber der Zone der Spannungsüberhöhung, so liefert die linear-elastische Bruchmechanik dennoch gute Ergebnisse.
Spröde Werkstoffe erlauben beispielsweise nur eine sehr geringe plastische Verformung, sodass sich die linear-elastische Bruchmechanik besonders gut für Sprödbrüche von Materialien wie Keramik, Gusseisen oder gehärtetem Stahl einsetzen lässt. Für eher duktil versagende Werkstoffe wird dagegen die Fließbruchmechanik angewendet. Die Größe der plastischen Zone wird mit dem Hundeknochen-Modell abgeschätzt. Grenzwerte, bis wann mit der linear-elastischen Bruchmechanik gearbeitet werden kann, liefern die entsprechenden ASTM-Normen.

## Arten der Rissbeanspruchung

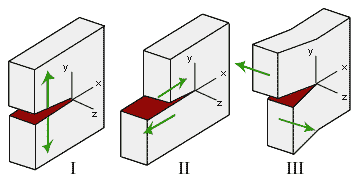
Beanspruchungsarten (Modi)
eines Risses

In der Bruchmechanik wird zwischen drei grundlegenden Beanspruchungsarten (Modi) unterschieden, durch die ein Riss beansprucht werden kann:
- Modus I: Beanspruchungen, die ein Öffnen der Rissflanken bewirken. Dies sind in der Regel alle Belastungen, die normal zur Rissfront wirken. Beispiele hierfür wären ein unter Zug- oder Biegebelastung stehendes Bauteil, bei dem der Riss senkrecht zur Normalspannung verläuft.
- Modus II: Beanspruchungen, die eine entgegengesetzte Verschiebung der Rissflanken in Rissausbreitungsrichtung hervorrufen, meist durch eine Schubbelastung hervorgerufen.
- Modus III: Beanspruchungen, die eine Verschiebung der Rissflanken quer zur Rissausbreitungsrichtung bewirken. Diese Beanspruchungsart taucht z. B. in Wellen auf, die unter Torsionsbeanspruchung stehen und bei denen ein Riss senkrecht zur Wellenachse verläuft.

Treten alle drei Modi zusammen an einer Rissfront auf, spricht man von einer Mixed-Mode-Beanspruchung. Mixed-Mode-Beanspruchungen können einerseits durch eine mehrachsige äußere Belastung des Bauteils hervorgerufen werden. Aber auch bei einer einachsigen Belastung kann sich ein Mixed-Mode-Zustand an der Rissfront einstellen, wenn diese nämlich unter einem beliebigen, nicht orthogonalen Winkel zur Achse der Hauptnormalspannung steht.

## Spannungsintensitätsfaktor
Der Spannungsintensitätsfaktor {\displaystyle K} beschreibt die Spannungsverteilung rund um die Rissspitze. Er kann für gängige Geometrien (Prüfkörper, Bauteile) mittels Näherungsformeln oder FEM-Simulationen berechnet werden. Die Art der Rissbeanspruchung wird durch Angabe des Modus im Index angegeben, so ist beispielsweise {\displaystyle K_{I}} der Spannungsintensitätsfaktor für den Modus I. Er kann berechnet werden durch
{\displaystyle K_{I}=\sigma \cdot {\sqrt {\pi \cdot a}}\ \cdot Y}.
Dabei ist
- {\displaystyle \sigma } die globale, also die entfernt vom Riss anliegende und das gesamte Bauteil umfassende Spannung
- {\displaystyle a} die Risslänge
- {\displaystyle Y} ein von der Bauteilgeometrie bzw. Probekörpergeometrie abhängiger Korrekturfaktor.

Der Spannungsintensitätsfaktor wird von den Irwin-Williams-Gleichungen verwendet (siehe Abschnitt Spannungsverteilung an der Rissspitze) und kann mit Werkstoffkennwerten, etwa der Risszähigkeit, verglichen werden. Dadurch wird prognostiziert, ob es zu einem Rissstillstand kommt, oder der Riss wächst und es zu einem Bruch des Bauteils kommen kann (siehe Abschnitt Bruchkriterium).

## Spannungsverteilung an der Rissspitze
Die Spannungsverteilung in der unmittelbaren Umgebung der Rissspitze kann mit den Irwin-Williams-Gleichungen (teilweise auch bekannt als Sneddon-Gleichungen) beschrieben werden. Hierzu wird angenommen, dass der Riss klein im Vergleich zu den Bauteilabmessungen ist. Die Rissspitze stellt den Ursprung eines Polarkoordinatensystems mit den Koordinaten {\displaystyle r} und {\displaystyle \varphi } dar. Dabei ist {\displaystyle r} der Ortsvektor und {\displaystyle \varphi } der Winkel zwischen dem Ortsvektor und der Verlängerung des Risses in Ausbreitungsrichtung (auch Ligament genannt).
Die Irwin-Williams-Gleichungen beschreiben die Spannungen {\displaystyle \sigma _{x}}, {\displaystyle \sigma _{y}} und {\displaystyle \tau _{xy}} jeweils mit einer unendlichen Reihe. Für den Bereich rund um die Rissspitze, die sogenannte K-dominante Zone, ist es jedoch nicht nötig, die gesamte Reihe, sondern lediglich die ersten Glieder anzugeben. Mit dieser Vereinfachung können beispielsweise die Spannungen für den (technisch am relevantesten) Modus I beschrieben werden durch: 
{\displaystyle \sigma _{x}={\frac {K_{I}}{\sqrt {2\pi \cdot r}}}\cdot \cos {\frac {\varphi }{2}}\cdot \left(1-\sin {\frac {\varphi }{2}}\cdot \sin {\frac {3\varphi }{2}}\right)}
{\displaystyle \sigma _{y}={\frac {K_{I}}{\sqrt {2\pi \cdot r}}}\cdot \cos {\frac {\varphi }{2}}\cdot \left(1+\sin {\frac {\varphi }{2}}\cdot \sin {\frac {3\varphi }{2}}\right)}
{\displaystyle \tau _{xy}={\frac {K_{I}}{\sqrt {2\pi \cdot r}}}\cdot \sin {\frac {\varphi }{2}}\cdot \cos {\frac {\varphi }{2}}\cdot \cos {\frac {3\varphi }{2}}}.

## Bruchkriterium
Nach dem K-Konzept tritt bei reiner Mode-I-Belastung instabiles Risswachstum ein (katastrophales Versagen, schlagartiger Bruch), wenn die Beanspruchungsgröße, also im Bereich der LEBM der Spannungsintensitätsfaktor {\displaystyle K_{I}}, einen kritischen Werkstoffkennwert, hier die kritische Risszähigkeit {\displaystyle K_{Ic},} erreicht oder überschreitet (Bruchkriterium):
{\displaystyle K_{I}\geq K_{Ic}.}
Die Risszähigkeit wird für jeden Werkstoff anhand von speziellen bruchmechanischen Proben, meist CT-Proben bestimmt. Dadurch kann man das Risswachstumsverhalten eines Werkstoffes mithilfe eines Probekörpers charakterisieren und dann auf das Bauteil übertragen. Dies ist möglich, da davon ausgegangen wird, dass bei gleich großem {\displaystyle K_{I}}, unabhängig von der Bauteil- beziehungsweise Probekörpergeometrie, der Riss immer mit derselben Geschwindigkeit wächst.

## Auswertung

Die drei Phasen des Risswachstums

Üblicherweise erfolgt die Darstellung des Risswachstumsverhaltens durch Auftragung der Risswachstumsgeschwindigkeit da/dN (Rissfortschritt pro Lastwechsel) über dem zyklischen Spannungsintensitätsfaktor ΔK1 in einem doppelt-logarithmischen Diagramm. Meist sind dabei drei charakteristische Bereiche zu erkennen, die für Werkstoffvergleiche genutzt werden können:
- A: Rissinitiierung
- B: stabiles Risswachstum
- C: instabiles Risswachstum (Bruch).

Besseres Werkstoffverhalten liegt vor, wenn die Kurve nach rechts bzw. nach unten verschoben ist.